# Dream On (sång av Depeche Mode)
"Dream On" är en låt av den brittiska gruppen Depeche Mode. Det är gruppens trettiosjätte singel och den första från albumet Exciter. Singeln släpptes den 23 april 2001 och nådde 6:e plats på UK Singles Chart.
Musikvideon regisserades av Stéphane Sednaoui.

## Utgåvor och låtförteckning
Samtliga sånger är komponerade av Martin Gore.

### 12": Mute / 12Bong30 (UK)
1. "Dream On (Bushwacka Tough Guy Mix)" (6:08)
2. "Dream On (Dave Clarke Club Mix)" (5:14)
3. "Dream On (Bushwacka Blunt Mix)" (5:24)

### CD: Mute / CDBong30 (UK)
1. "Dream On" (3:42)
2. "Easy Tiger (Full Version)" (4:57)
3. "Easy Tiger (Bertrand Burgalat & A.S. Dragon Version)" (4:52)

### CD: Mute / LCDBong30 (UK)
1. "Dream On (Bushwacka Tough Guy Mix)" (5:22)
2. "Dream On (Dave Clarke Acoustic Version)" (4:24)
3. "Dream On (Octagon Man Mix)" (5:24)
4. "Dream On (Kid 606 Mix)" (4:44)

### CD: Mute / CDBong30X (EU)
1. "Dream On" (3:39)
2. "Easy Tiger (Full Version)" (4:57)
3. "Easy Tiger (Bertrand Burgalat & A.S. Dragon Version)" (4:52)
4. "Dream On (Bushwacka Tough Guy Mix)" (6:08)
5. "Dream On (Dave Clarke Acoustic Version)" (4:24)
6. "Dream On (Octagon Man Mix)" (5:24)
7. "Dream On (Kid 606 Mix)" (4:45)
8. "Dream On (Dave Clarke Club Mix)" (5:13)
9. "Dream On (Bushwacka Blunt Mix)" (6:48)

### Promo 12": Mute / P12Bong30 (UK)
1. "Dream On (Bushwacka Tough Guy Mix)" (6:08)
2. "Dream On (Bushwacka Tough Guy Dub)" (6:08)

### Promo 12": Mute / PL12Bong30 (UK)
1. "Dream On (Dave Clarke Club Mix)" (5:13)
2. "Dream On (Bushwacka Blunt Mix)" (6:50)

### Promo 12": Mute / PXL12Bong30 (UK)
1. "Dream On (Octagon Man Mix)" (5:24)
2. "Dream On (Octagon Man Dub Mix)" (7:02)
3. "Dream On (Dave Clarke Acoustic Version)" (4:24)
4. "Dream On (Kid 606 Mix)" (4:44)

### Radio Promo CD: Mute / RCDBong30 (UK)
1. "Dream On (Single Version)" (3:41)
2. "Dream On (Bushwacka Tough Guy Edit)" (4:39)

### 2x12": Reprise / 9 44982-0 (US)
1. "Dream On (Bushwacka Tough Guy Mix)" (6:08)
2. "Dream On (Dave Clarke Acoustic Version)" (4:24)
3. "Dream On (Dave Clarke Club Mix)" (5:13)
4. "Dream On (Kid 606 Mix)" (4:45)
5. "Dream On (Bushwacka Blunt Mix)" (6:48)
6. "Dream On (Octagon Man Mix)" (5:24)
7. "Dream On (Bushwacka Tough Guy Dub)" (6:08)
8. "Easy Tiger (Bertrand Burgalat & A.S. Dragon Version)" (4:52)

### CD: Reprise / 2-44982 (US)
1. "Dream On" (3:39)
2. "Easy Tiger (Bertrand Burgalat & A.S. Dragon Version)" (4:52)
3. "Dream On (Bushwacka Tough Guy Mix)" (6:08)
4. "Dream On (Bushwacka Blunt Mix)" (6:47)
5. "Dream On (Dave Clarke Club Mix)" (5:13)

### Promo 2x12": Reprise / PRO-A-100562 (US)
1. "Dream On (Morel's Pink Noise Club Mix)" (7:38)
2. "Dream On (Dave Clarke Club Mix)" (5:13)
3. "Dream On (Bushwacka Tough Guy Mix)" (6:08)
4. "Dream On (Dave Clarke Acoustic Version)" (4:24)
5. "Dream On (Morel's Pink Noise Dub)" (6:59)
6. "Dream On (Bushwacka Tough Guy Dub)" (6:08)
7. "Dream On (Bushwacka Blunt Mix)" (6:48)
8. "Dream On (Kid 606 Mix)" (4:45)

### Promo CD: Reprise / PRO-CDR-100670 (US)
1. "Dream On (Morel's Pink Nose Radio Edit)" (3:33)
2. "Dream On (Morel's Pain is Waiting Mix)" (4:56)
3. "Dream On (Morel's Pink Noise Club Mix)" (7:43)
4. "Dream On (Morel's Pink Noise Dub)" (7:00)
5. "Dream On (The BRAT Mix)" (8:28)
6. "Dream On (Dave Clarke Acoustic Version)" (4:23)